# 野村直隆
野村 直隆（のむら なおたか）は、戦国時代から安土桃山時代にかけての武将、大名。近江国国友城主。はじめ藤左衛門、後に肥後または肥後守、晩年は出家して肥後入道と称した。

## 略歴
近江国国友村の住人。鉄砲衆の頭。島秀親や樋口直房は相婿。
はじめ浅井長政に仕え、永禄13年（1570年）、三田村国定・大野木秀俊と共に織田氏の攻撃から横山城を死守し、横山城救援に来た浅井勢との間に姉川の戦いが起こる。合戦後、横山城を開城し、小谷城へ退いた。
翌元亀2年（1571年）、国友の砦（国友城）を守備して、織田信長に寝返った宮部継潤の攻撃を受けるが撃退した。
浅井家滅亡後は信長に降参して織田氏に属す。次いで豊臣秀吉に仕えて、旗本の鉄砲頭として近江国友2万石を領したが、この石高は部下の銃士の食禄を含めたものだろうと高柳光寿はしている。
天正18年（1590年）の小田原の役では銃士300人（または200人）を率いて従軍し、文禄元年（1592年）の文禄の役でも銃士250人を率いて肥前名護屋城に駐屯した。
文禄4年（1595年）正月3日、秀吉の草津湯治で、中井組と共に真田氏の支城信濃浦野城を警固した。
慶長5年（1600年）の関ヶ原の戦いでは西軍に属し、軍監として伏見城の戦いに加わった。以後の消息は不明であるが、戦後に改易となったと思われる。没年不詳。